# Gironville
Gironville är en kommun i departementet Seine-et-Marne i regionen Île-de-France i norra Frankrike. Kommunen ligger i kantonen Château-Landon som tillhör arrondissementet Fontainebleau. År 2022 hade Gironville 161 invånare.

## Befolkningsutveckling
Antalet invånare i kommunen Gironville
| Referens: INSEE |